# Умолчание
Умолчание (также апосиопе́за, апозиопеза, апозиопезис от др.-греч. ἀποσιώπησις, «умолчание», недомолвка) — намеренный обрыв высказывания, передающий взволнованность речи и предполагающий, что читатель догадается о невысказанном.

## Использование
Умолчание широко используется при манипулировании сознанием, но проводится скрытно. Литератор, пользующийся этим стилистическим приёмом, ограничивается намёком. Апозиопеза вводит в речь многозначительность, побуждает другую сторону к домысливанию, подчёркивает несоразмерность глубины якобы заложенной мысли со скромностью самого выражения.
Используется как в ораторском искусстве, так и в частных и деловых беседах, в том числе и официального характера: «Если в нашей экономике не наступит серьёзных перемен, то …».
Апозиопеза создаёт напряжённость, в литературе эта напряжённость может разрешаться как в драматическом, так и в комическом плане. Комическое разрешение апозиопезы широко использовал Гоголь для характеристики психологически примитивных героев: «Да как вы смеете? Да вот я… я служу в Петербурге. Я, я, я…» (Хлестаков в «Ревизоре»).
В. М. Мокиенко указывает на использование апозиопезы вместо табуированной лексики: «хоть до …», «ты же такой …».
Противоположный приём, опускающий начало стандартного фразеологического оборота, называется просиопезой. В русском языке типичным примером является опускание имени и называние человека только по отчеству («Ильич»).

## Примеры
Хотя страшился он сказать,

Нетрудно было б отгадать,

Когда б… но сердце, чем моложе,

Тем боязливее, тем строже…
— Михаил Лермонтов. Измаил-Бей

Я не люблю, о Русь, твоей несмелой

Тысячелетней рабской нищеты.

Но этот крест, но этот ковшик белый…

Смиренные, родимые черты!
— Иван Бунин. В лесу, в горе, родник, живой и звонкий...